# Johann Wilhelm Baur
Johann Wilhelm Baur nato Jean Guillaume Baur è noto anche come Joan Guiliam Bouwer o Bauer (Strasburgo, 31 maggio 1607 – Vienna, 1º gennaio 1640) è stato un pittore tedesco del periodo barocco specializzato in incisioni e miniature.
É famoso per una serie di illustrazioni realizzate per una stampa de Le metamorfosi di Ovidio.

## Biografia

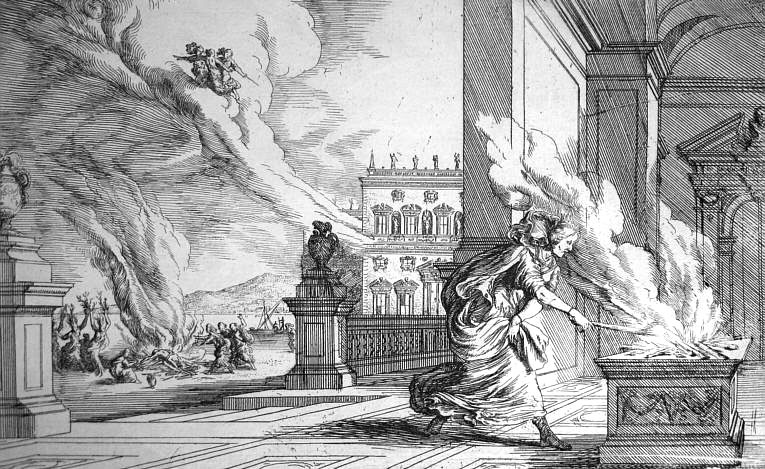
Altea di Baur (dalla mitologia greca).

Secondo Arnold Houbraken, fu allievo del miniaturista Friedrich Brentel a Strasburgo, prima di iniziare un Grand Tour verso Roma, dove dipinse per Brassiano, un noto mecenate delle arti. Si specializzò in acquerelli di follie architettoniche in prospettiva, e per questo motivo fu spesso chiamato a fare pitture di giardini. Aveva l'abitudine di parlare quando si stava concentrando, ed era noto per avere conversazioni con oggetti inanimati. Nel 1634 interruppe un viaggio a Napoli per tornare da una donna a Roma. Secondo Cornelis de Bie, Baur visse con Karel Škréta (Carolus Creten) mentre si trovava a Roma. Creten era un membro dei Bentvueghels con il nomignolo di Spada di battaglia. Lo RKD assegnò a Baur il nomignolo di Slagzwaard (spada a due mani), probabilmente anche lui membro dei Bentvueghels, ma di ciò De Bie non fa menzione.
Molti dei suoi disegni da le storie di Ovidio, dalla passione di Gesù in 24 immagini, e scene di vita quotidiana a Roma (con costumi delle varie nazionalità) vennero incise da Melchior Küsel di Augsburg. Morì a Vienna, di una malattia improvvisa, mentre eseguiva un lavoro su commissione di Ferdinando III d'Asburgo.